# Wölferlingen
Wölferlingen – miejscowość i gmina w Niemczech, w kraju związkowym Nadrenia-Palatynat, w powiecie Westerwald, wchodzi w skład gminy związkowej Selters (Westerwald). Liczy 525 mieszkańców (2010). Leży ok. 8 km od Selters (Westerwald) na  Pozjezierzu Westerwälder - znanym z walorów turystycznych. Znaczną część gminy pokrywa las.
Miejscowość po raz pierwszy wzmiankowana w XIV wieku. Pobliski staw Wölferlinger Weiher znajduje się pod ochroną jako ostoja dzikiego ptactwa i chronionych roślin.
W centrum wsi znajduje się kościół z lat 1751–1752.